# 2013–2014-es EHF-bajnokok ligája (csoportkör)
Ez a szócikk ismerteti a 2013–2014-es EHF-bajnokok ligája csoportkörének az eredményeit.

## Kiemelés
A sorsolást 2013. június 28-án rendezték Bécsben, és az alábbi kiemelést alkalmazták.
| 1-es kalap                      | 2-es kalap                | 3-as kalap                            | 4-es kalap                              | 5-ös kalap                             | 6-os kalap                               |
| ------------------------------- | ------------------------- | ------------------------------------- | --------------------------------------- | -------------------------------------- | ---------------------------------------- |
| Kiel Barcelona Aalborg Veszprém | Kielce Zagreb PSG Velenje | Flensburg Płock St. Petersburg Vardar | Kolding Thun Rhein-Neckar Löwen Logroño | Dunkerque Celje Halmstad Dinama Minszk | Motor Zaporizzsja Porto Metalurg Hamburg |

### A csoport
| #  | Csapat             | M  | Gy | D | V | G+  | G–  | Gk  | P  |
| -- | ------------------ | -- | -- | - | - | --- | --- | --- | -- |
| 1. | MKB Veszprém KC    | 10 | 8  | 1 | 1 | 302 | 242 | +60 | 17 |
| 2. | Rhein-Neckar Löwen | 10 | 7  | 2 | 1 | 305 | 252 | +53 | 16 |
| 3. | RK Celje           | 10 | 4  | 1 | 5 | 269 | 272 | –3  | 9  |
| 4. | Motor Zaporizzsja  | 10 | 4  | 1 | 5 | 276 | 295 | –19 | 9  |
| 5. | RK Zagreb          | 10 | 4  | 0 | 6 | 267 | 282 | –15 | 8  |
| 6. | St. Petersburg     | 10 | 0  | 1 | 9 | 216 | 292 | –76 | 1  |

| 2013. szeptember 19. 19:00 | Rhein-Neckar Löwen | 31–31       | Motor Zaporizzsja | Sportzentrum Harres, Sankt Leon-Rot Nézőszám: 2000 Játékvezetők: Santos, Fonseca (POR) |
| 2013. szeptember 19. 19:00 | Groetzki 7         | (15–13)     | Onufrijenko 8     | Sportzentrum Harres, Sankt Leon-Rot Nézőszám: 2000 Játékvezetők: Santos, Fonseca (POR) |
| 2013. szeptember 19. 19:00 | 2× 2×              | Jegyzőkönyv | 4× 3×             | Sportzentrum Harres, Sankt Leon-Rot Nézőszám: 2000 Játékvezetők: Santos, Fonseca (POR) |

| 2013. szeptember 19. 20:00 | St. Petersburg | 15–28       | MKB Veszprém KC | Sportkompleks "Ubileyniy", Szentpétervár Nézőszám: 2500 Játékvezetők: Dinu, Din (ROU) |
| 2013. szeptember 19. 20:00 | hat játékos 2  | (7–12)      | Ilić 8          | Sportkompleks "Ubileyniy", Szentpétervár Nézőszám: 2500 Játékvezetők: Dinu, Din (ROU) |
| 2013. szeptember 19. 20:00 | 4× 3×          | Jegyzőkönyv | 5× 3×           | Sportkompleks "Ubileyniy", Szentpétervár Nézőszám: 2500 Játékvezetők: Dinu, Din (ROU) |

| 2013. szeptember 21. 18:00 | RK Zagreb    | 24–21       | RK Celje            | Arena Zagreb, Zágráb Nézőszám: 6570 Játékvezetők: Stark, Stefan (ROU) |
| 2013. szeptember 21. 18:00 | Mandalinić 7 | (13–10)     | Marguč, Zelenović 5 | Arena Zagreb, Zágráb Nézőszám: 6570 Játékvezetők: Stark, Stefan (ROU) |
| 2013. szeptember 21. 18:00 | 4× 2×        | Jegyzőkönyv | 3× 3×               | Arena Zagreb, Zágráb Nézőszám: 6570 Játékvezetők: Stark, Stefan (ROU) |

| 2013. szeptember 26. 19:00 | Motor Zaporizzsja    | 31–30       | RK Zagreb    | Kharkiv Sport Hall, Harkiv Nézőszám: 1900 Játékvezetők: Nikolov, Nachevski (MKD) |
| 2013. szeptember 26. 19:00 | Burka, Onufrijenko 7 | (18–15)     | öt játékos 5 | Kharkiv Sport Hall, Harkiv Nézőszám: 1900 Játékvezetők: Nikolov, Nachevski (MKD) |
| 2013. szeptember 26. 19:00 | 1× 3×                | Jegyzőkönyv | 3× 3×        | Kharkiv Sport Hall, Harkiv Nézőszám: 1900 Játékvezetők: Nikolov, Nachevski (MKD) |

| 2013. szeptember 28. 20:30 | RK Celje    | 29–22       | St. Petersburg | Zlatorog Arena, Celje Nézőszám: 1521 Játékvezetők: Kurtagic, Wetterwik (SWE) |
| 2013. szeptember 28. 20:30 | Zelenović 5 | (15–10)     | Poljakov 5     | Zlatorog Arena, Celje Nézőszám: 1521 Játékvezetők: Kurtagic, Wetterwik (SWE) |
| 2013. szeptember 28. 20:30 | 2× 3×       | Jegyzőkönyv | 4× 3×          | Zlatorog Arena, Celje Nézőszám: 1521 Játékvezetők: Kurtagic, Wetterwik (SWE) |

| 2013. szeptember 29. 17:00 | MKB Veszprém KC | 30–29       | Rhein-Neckar Löwen | Veszprém Aréna, Veszprém Nézőszám: 5000 Játékvezetők: Dentz, Reibel (FRA) |
| 2013. szeptember 29. 17:00 | Ilić 9          | (17–14)     | Gensheimer 6       | Veszprém Aréna, Veszprém Nézőszám: 5000 Játékvezetők: Dentz, Reibel (FRA) |
| 2013. szeptember 29. 17:00 | 5× 3×           | Jegyzőkönyv | 2× 3×              | Veszprém Aréna, Veszprém Nézőszám: 5000 Játékvezetők: Dentz, Reibel (FRA) |

| 2013. október 10. 19:00 | MKB Veszprém KC | 44–27       | Motor Zaporizzsja | Veszprém Aréna, Veszprém Nézőszám: 4900 Játékvezetők: Pandzić, Mosorinski (SRB) |
| 2013. október 10. 19:00 | Nagy 7          | (20–13)     | Burka 6           | Veszprém Aréna, Veszprém Nézőszám: 4900 Játékvezetők: Pandzić, Mosorinski (SRB) |
| 2013. október 10. 19:00 | 2× 3×           | Jegyzőkönyv | 5× 3×             | Veszprém Aréna, Veszprém Nézőszám: 4900 Játékvezetők: Pandzić, Mosorinski (SRB) |

| 2013. október 12. 16:00 | St. Petersburg       | 24–35       | RK Zagreb           | Sportkompleks "Ubileyniy", Szentpétervár Nézőszám: 1200 Játékvezetők: Dentz, Reibel (FRA) |
| 2013. október 12. 16:00 | Nasyrov, Novoselov 4 | (16–15)     | Horvat, Stepančić 7 | Sportkompleks "Ubileyniy", Szentpétervár Nézőszám: 1200 Játékvezetők: Dentz, Reibel (FRA) |
| 2013. október 12. 16:00 | 5× 3×                | Jegyzőkönyv | 2× 3×               | Sportkompleks "Ubileyniy", Szentpétervár Nézőszám: 1200 Játékvezetők: Dentz, Reibel (FRA) |

| 2013. október 12. 16:30 | RK Celje           | 25–28       | Rhein-Neckar Löwen | Zlatorog Arena, Celje Nézőszám: 1800 Játékvezetők: Covalciuc, Covalciuc (MDA) |
| 2013. október 12. 16:30 | Zelenović, Žuran 5 | (7–13)      | Gensheimer 10      | Zlatorog Arena, Celje Nézőszám: 1800 Játékvezetők: Covalciuc, Covalciuc (MDA) |
| 2013. október 12. 16:30 | 4× 2×              | Jegyzőkönyv | 5× 3× 1×           | Zlatorog Arena, Celje Nézőszám: 1800 Játékvezetők: Covalciuc, Covalciuc (MDA) |

| 2013. október 17. 19:00 | Motor Zaporizzsja         | 29–32       | RK Celje | Kharkiv Sport Hall, Harkiv Nézőszám: 1800 Játékvezetők: Baranowski, Lemanowicz (POL) |
| 2013. október 17. 19:00 | Onufrijenko, Szkopincev 8 | (14–11)     | Marguč 8 | Kharkiv Sport Hall, Harkiv Nézőszám: 1800 Játékvezetők: Baranowski, Lemanowicz (POL) |
| 2013. október 17. 19:00 | 4× 3×                     | Jegyzőkönyv | 5× 3×    | Kharkiv Sport Hall, Harkiv Nézőszám: 1800 Játékvezetők: Baranowski, Lemanowicz (POL) |

| 2013. október 17. 20:30 | Rhein-Neckar Löwen | 31–17       | St. Petersburg  | Sportzentrum Harres, Sankt Leon-Rot Nézőszám: 1863 Játékvezetők: Erdoğan, Özdeniz (TUR) |
| 2013. október 17. 20:30 | Gensheimer 6       | (14–8)      | három játékos 3 | Sportzentrum Harres, Sankt Leon-Rot Nézőszám: 1863 Játékvezetők: Erdoğan, Özdeniz (TUR) |
| 2013. október 17. 20:30 | 6× 2×              | Jegyzőkönyv | 4× 3×           | Sportzentrum Harres, Sankt Leon-Rot Nézőszám: 1863 Játékvezetők: Erdoğan, Özdeniz (TUR) |

| 2013. október 20. 18:00 | RK Zagreb    | 22–33       | MKB Veszprém KC | Arena Zagreb, Zágráb Nézőszám: 11000 Játékvezetők: Gjeding, Hansen (DEN) |
| 2013. október 20. 18:00 | Mandalinić 6 | (8–15)      | Nagy 6          | Arena Zagreb, Zágráb Nézőszám: 11000 Játékvezetők: Gjeding, Hansen (DEN) |
| 2013. október 20. 18:00 | 1× 3×        | Jegyzőkönyv | 2× 2×           | Arena Zagreb, Zágráb Nézőszám: 11000 Játékvezetők: Gjeding, Hansen (DEN) |

| 2013. november 14. 20:30 | Rhein-Neckar Löwen | 34–26       | RK Zagreb    | Sportzentrum Harres, Sankt Leon-Rot Nézőszám: 2000 Játékvezetők: López, Ramírez (ESP) |
| 2013. november 14. 20:30 | Gensheimer 7       | (21–11)     | Mandalinić 9 | Sportzentrum Harres, Sankt Leon-Rot Nézőszám: 2000 Játékvezetők: López, Ramírez (ESP) |
| 2013. november 14. 20:30 | 4× 3×              | Jegyzőkönyv | 5× 2×        | Sportzentrum Harres, Sankt Leon-Rot Nézőszám: 2000 Játékvezetők: López, Ramírez (ESP) |

| 2013. november 17. 19:00 | Motor Zaporizzsja | 29–24       | St. Petersburg | Kharkiv Sport Hall, Harkiv Nézőszám: 1800 Játékvezetők: Pavićević, Ražnatović (MNE) |
| 2013. november 17. 19:00 | Onufrijenko 7     | (15–9)      | Kuzmin 5       | Kharkiv Sport Hall, Harkiv Nézőszám: 1800 Játékvezetők: Pavićević, Ražnatović (MNE) |
| 2013. november 17. 19:00 | 3× 3×             | Jegyzőkönyv | 2× 3×          | Kharkiv Sport Hall, Harkiv Nézőszám: 1800 Játékvezetők: Pavićević, Ražnatović (MNE) |

| 2013. november 17. 20:00 | RK Celje    | 26–31       | MKB Veszprém KC | Zlatorog Arena, Celje Nézőszám: 4300 Játékvezetők: Hansen, Pettersen (NOR) |
| 2013. november 17. 20:00 | Slišković 8 | (14–15)     | Ugalde 7        | Zlatorog Arena, Celje Nézőszám: 4300 Játékvezetők: Hansen, Pettersen (NOR) |
| 2013. november 17. 20:00 | 5× 3×       | Jegyzőkönyv | 3× 3× 1×        | Zlatorog Arena, Celje Nézőszám: 4300 Játékvezetők: Hansen, Pettersen (NOR) |

| 2013. november 21. 19:30 | St. Petersburg  | 18–24       | Motor Zaporizzsja | Sportkompleks "Ubileyniy", Szentpétervár Nézőszám: 1500 Játékvezetők: Konjičanin, Konjičanin (BIH) |
| 2013. november 21. 19:30 | három játékos 3 | (10–14)     | Szkopincev 5      | Sportkompleks "Ubileyniy", Szentpétervár Nézőszám: 1500 Játékvezetők: Konjičanin, Konjičanin (BIH) |
| 2013. november 21. 19:30 | 3× 3×           | Jegyzőkönyv | 4× 3×             | Sportkompleks "Ubileyniy", Szentpétervár Nézőszám: 1500 Játékvezetők: Konjičanin, Konjičanin (BIH) |

| 2013. november 23. 18:00 | RK Zagreb            | 24–28       | Rhein-Neckar Löwen | Arena Zagreb, Zágráb Nézőszám: 6000 Játékvezetők: Gousko, Repkin (BLR) |
| 2013. november 23. 18:00 | Matulić, Stepančić 6 | (12–13)     | Gensheimer 6       | Arena Zagreb, Zágráb Nézőszám: 6000 Játékvezetők: Gousko, Repkin (BLR) |
| 2013. november 23. 18:00 | 4× 3×                | Jegyzőkönyv | 2× 2×              | Arena Zagreb, Zágráb Nézőszám: 6000 Játékvezetők: Gousko, Repkin (BLR) |

| 2013. november 23. 18:45 | MKB Veszprém KC | 27–26       | RK Celje | Veszprém Aréna, Veszprém Nézőszám: 5019 Játékvezetők: Cohen, Peretz (ISR) |
| 2013. november 23. 18:45 | Iváncsik T. 6   | (13–10)     | Skube 7  | Veszprém Aréna, Veszprém Nézőszám: 5019 Játékvezetők: Cohen, Peretz (ISR) |
| 2013. november 23. 18:45 | 4× 3×           | Jegyzőkönyv | 5× 3× 1× | Veszprém Aréna, Veszprém Nézőszám: 5019 Játékvezetők: Cohen, Peretz (ISR) |

| 2013. november 28. 19:30 | Motor Zaporizzsja | 26–32       | Rhein-Neckar Löwen | Kharkiv Sport Hall, Harkiv Nézőszám: 2000 Játékvezetők: Dinu, Din (ROU) |
| 2013. november 28. 19:30 | Osztrusko 8       | (10–15)     | Gensheimer 7       | Kharkiv Sport Hall, Harkiv Nézőszám: 2000 Játékvezetők: Dinu, Din (ROU) |
| 2013. november 28. 19:30 | 4× 3×             | Jegyzőkönyv | 5× 3×              | Kharkiv Sport Hall, Harkiv Nézőszám: 2000 Játékvezetők: Dinu, Din (ROU) |

| 2013. november 30. 18:15 | MKB Veszprém KC | 29–20       | St. Petersburg      | Veszprém Aréna, Veszprém Nézőszám: 5019 Játékvezetők: Opava, Válek (CZE) |
| 2013. november 30. 18:15 | Iváncsik G. 6   | (13–7)      | Kalaras, Naszirov 4 | Veszprém Aréna, Veszprém Nézőszám: 5019 Játékvezetők: Opava, Válek (CZE) |
| 2013. november 30. 18:15 | 1× 2×           | Jegyzőkönyv | 3× 3×               | Veszprém Aréna, Veszprém Nézőszám: 5019 Játékvezetők: Opava, Válek (CZE) |

| 2013. november 30. 20:30 | RK Celje            | 26–20       | RK Zagreb | Zlatorog Arena, Celje Nézőszám: 5000 Játékvezetők: Brunovský, Čanda (SVK) |
| 2013. november 30. 20:30 | Marguč, Slišković 6 | (14–11)     | Horvat 5  | Zlatorog Arena, Celje Nézőszám: 5000 Játékvezetők: Brunovský, Čanda (SVK) |
| 2013. november 30. 20:30 | 5× 3×               | Jegyzőkönyv | 2× 3×     | Zlatorog Arena, Celje Nézőszám: 5000 Játékvezetők: Brunovský, Čanda (SVK) |

| 2014. február 8. 16:00 | St. Petersburg | 29–29       | RK Celje | Sportkompleks "Ubileyniy", Szentpétervár Nézőszám: 1320 Játékvezetők: Bounouara, Sami (FRA) |
| 2014. február 8. 16:00 | Kalaras 6      | (16–13)     | Marguč 9 | Sportkompleks "Ubileyniy", Szentpétervár Nézőszám: 1320 Játékvezetők: Bounouara, Sami (FRA) |
| 2014. február 8. 16:00 | 7× 1×          | Jegyzőkönyv | 4× 3×    | Sportkompleks "Ubileyniy", Szentpétervár Nézőszám: 1320 Játékvezetők: Bounouara, Sami (FRA) |

| 2014. február 8. 18:00 | RK Zagreb | 33–27       | Motor Zaporizzsja | Arena Zagreb, Zágráb Nézőszám: 5236 Játékvezetők: Horáček, Novotný (CZE) |
| 2014. február 8. 18:00 | Šandrk 9  | (16–16)     | Onufrijenko 7     | Arena Zagreb, Zágráb Nézőszám: 5236 Játékvezetők: Horáček, Novotný (CZE) |
| 2014. február 8. 18:00 | 5× 3× 1×  | Jegyzőkönyv | 6× 3×             | Arena Zagreb, Zágráb Nézőszám: 5236 Játékvezetők: Horáček, Novotný (CZE) |

| 2014. február 9. 19:00 | Rhein-Neckar Löwen | 25–25       | MKB Veszprém KC | SAP Arena, Mannheim Nézőszám: 7125 Játékvezetők: Nikolić, Stojković (SRB) |
| 2014. február 9. 19:00 | Gensheimer 10      | (12–13)     | Ilić 11         | SAP Arena, Mannheim Nézőszám: 7125 Játékvezetők: Nikolić, Stojković (SRB) |
| 2014. február 9. 19:00 | 1× 3×              | Jegyzőkönyv | 3× 3×           | SAP Arena, Mannheim Nézőszám: 7125 Játékvezetők: Nikolić, Stojković (SRB) |

| 2014. február 15. 19:00 | MKB Veszprém KC | 34–27       | RK Zagreb | Veszprém Aréna, Veszprém Nézőszám: 5019 Játékvezetők: Gatelis, Mažeika (LTU) |
| 2014. február 15. 19:00 | Ilić 8          | (19–11)     | Horvat 5  | Veszprém Aréna, Veszprém Nézőszám: 5019 Játékvezetők: Gatelis, Mažeika (LTU) |
| 2014. február 15. 19:00 | 4× 3×           | Jegyzőkönyv | 4× 3×     | Veszprém Aréna, Veszprém Nézőszám: 5019 Játékvezetők: Gatelis, Mažeika (LTU) |

| 2014. február 15. 20:00 | St. Petersburg | 23–32       | Rhein-Neckar Löwen | Sportkompleks "Ubileyniy", Szentpétervár Nézőszám: 1000 Játékvezetők: Olesen, Pedersen (DEN) |
| 2014. február 15. 20:00 | Kalaras 5      | (10–18)     | Sigurmannsson 7    | Sportkompleks "Ubileyniy", Szentpétervár Nézőszám: 1000 Játékvezetők: Olesen, Pedersen (DEN) |
| 2014. február 15. 20:00 | 2× 2×          | Jegyzőkönyv | 2× 3×              | Sportkompleks "Ubileyniy", Szentpétervár Nézőszám: 1000 Játékvezetők: Olesen, Pedersen (DEN) |

| 2014. február 15. 20:30 | RK Celje  | 30–27       | Motor Zaporizzsja | Zlatorog Arena, Celje Nézőszám: 3000 Játékvezetők: Stark, Stefan (ROU) |
| 2014. február 15. 20:30 | Marguč 10 | (19–15)     | Burka 7           | Zlatorog Arena, Celje Nézőszám: 3000 Játékvezetők: Stark, Stefan (ROU) |
| 2014. február 15. 20:30 | 5× 3×     | Jegyzőkönyv | 5× 3×             | Zlatorog Arena, Celje Nézőszám: 3000 Játékvezetők: Stark, Stefan (ROU) |

| 2014. február 20. 19:00 | Rhein-Neckar Löwen | 35–25       | RK Celje | Sportzentrum Harres, Sankt Leon-Rot Nézőszám: 1509 Játékvezetők: Stenrand, Birch (DEN) |
| 2014. február 20. 19:00 | három játékos 5    | (19–12)     | Marguč 6 | Sportzentrum Harres, Sankt Leon-Rot Nézőszám: 1509 Játékvezetők: Stenrand, Birch (DEN) |
| 2014. február 20. 19:00 | 5× 3×              | Jegyzőkönyv | 4× 3×    | Sportzentrum Harres, Sankt Leon-Rot Nézőszám: 1509 Játékvezetők: Stenrand, Birch (DEN) |

| 2014. február 22. 17:00 | Motor Zaporizzsja | 25–21       | MKB Veszprém KC | Kharkiv Sport Hall, Harkiv Nézőszám: 1500 Játékvezetők: Kurtagic, Wetterwik (SWE) |
| 2014. február 22. 17:00 | Szkopincev 5      | (13–13)     | Ilić 6          | Kharkiv Sport Hall, Harkiv Nézőszám: 1500 Játékvezetők: Kurtagic, Wetterwik (SWE) |
| 2014. február 22. 17:00 | 4× 1×             | Jegyzőkönyv | 9× 3× 1×        | Kharkiv Sport Hall, Harkiv Nézőszám: 1500 Játékvezetők: Kurtagic, Wetterwik (SWE) |

| 2014. február 22. 19:00 | RK Zagreb | 26–24       | St. Petersburg            | Arena Zagreb, Zágráb Nézőszám: 7000 Játékvezetők: Stoļarovs, Līcis (LAT) |
| 2014. február 22. 19:00 | Valčić 4  | (15–14)     | Blagonadezhdin, Pyshkin 5 | Arena Zagreb, Zágráb Nézőszám: 7000 Játékvezetők: Stoļarovs, Līcis (LAT) |
| 2014. február 22. 19:00 | 4× 3×     | Jegyzőkönyv | 3× 1×                     | Arena Zagreb, Zágráb Nézőszám: 7000 Játékvezetők: Stoļarovs, Līcis (LAT) |

### B csoport
| #  | Csapat            | M  | Gy | D | V | G+  | G–  | Gk  | P  |
| -- | ----------------- | -- | -- | - | - | --- | --- | --- | -- |
| 1. | THW Kiel          | 10 | 8  | 1 | 1 | 298 | 268 | +30 | 17 |
| 2. | KIF Kolding       | 10 | 7  | 0 | 3 | 249 | 240 | +9  | 14 |
| 3. | Vive Targi Kielce | 10 | 6  | 1 | 3 | 307 | 276 | +31 | 13 |
| 4. | Wisła Płock       | 10 | 4  | 0 | 6 | 275 | 277 | –2  | 8  |
| 5. | Porto             | 10 | 2  | 1 | 7 | 241 | 278 | –37 | 5  |
| 6. | Dunkerque         | 10 | 1  | 1 | 8 | 237 | 268 | –31 | 3  |

| 2013. szeptember 22. 17:00 | Wisła Płock  | 33–34       | THW Kiel | Orlen Arena, Płock Nézőszám: 5000 Játékvezetők: Krstić, Ljubić (SLO) |
| 2013. szeptember 22. 17:00 | Jurkiewicz 7 | (14–14)     | Jícha 8  | Orlen Arena, Płock Nézőszám: 5000 Játékvezetők: Krstić, Ljubić (SLO) |
| 2013. szeptember 22. 17:00 | 3× 3×        | Jegyzőkönyv | 6× 3×    | Orlen Arena, Płock Nézőszám: 5000 Játékvezetők: Krstić, Ljubić (SLO) |

| 2013. szeptember 22. 17:00 | KIF Kolding       | 25–20       | Porto   | Kolding-Hallen, Kolding Nézőszám: 2504 Játékvezetők: Dobrovits, Tájok (HUN) |
| 2013. szeptember 22. 17:00 | Karlsson, Rocas 5 | (15–10)     | Rocha 5 | Kolding-Hallen, Kolding Nézőszám: 2504 Játékvezetők: Dobrovits, Tájok (HUN) |
| 2013. szeptember 22. 17:00 | 2× 2×             | Jegyzőkönyv | 1× 2×   | Kolding-Hallen, Kolding Nézőszám: 2504 Játékvezetők: Dobrovits, Tájok (HUN) |

| 2013. szeptember 22. 19:00 | Vive Targi Kielce | 33–23       | Dunkerque | Hala Legionów, Kielce Nézőszám: 4000 Játékvezetők: Pandzić, Mosorinski (SRB) |
| 2013. szeptember 22. 19:00 | Štrlek 9          | (15–11)     | Butto 5   | Hala Legionów, Kielce Nézőszám: 4000 Játékvezetők: Pandzić, Mosorinski (SRB) |
| 2013. szeptember 22. 19:00 | 5× 3×             | Jegyzőkönyv | 2× 3×     | Hala Legionów, Kielce Nézőszám: 4000 Játékvezetők: Pandzić, Mosorinski (SRB) |

| 2013. szeptember 28. 16:00 | Dunkerque | 25–28       | Wisła Płock | Stade des Flandres, Dunkerque Nézőszám: 2050 Játékvezetők: Lorente, Serradilla (ESP) |
| 2013. szeptember 28. 16:00 | Soudry 7  | (13–15)     | Ghionea 12  | Stade des Flandres, Dunkerque Nézőszám: 2050 Játékvezetők: Lorente, Serradilla (ESP) |
| 2013. szeptember 28. 16:00 | 6× 3× 1×  | Jegyzőkönyv | 5× 3×       | Stade des Flandres, Dunkerque Nézőszám: 2050 Játékvezetők: Lorente, Serradilla (ESP) |

| 2013. szeptember 29. 15:00 | THW Kiel | 29–26       | KIF Kolding | Sparkassen-Arena, Kiel Nézőszám: 8500 Játékvezetők: López, Ramírez (ESP) |
| 2013. szeptember 29. 15:00 | Jícha 11 | (12–14)     | Karlsson 9  | Sparkassen-Arena, Kiel Nézőszám: 8500 Játékvezetők: López, Ramírez (ESP) |
| 2013. szeptember 29. 15:00 | 5× 3× 1× | Jegyzőkönyv | 6× 2×       | Sparkassen-Arena, Kiel Nézőszám: 8500 Játékvezetők: López, Ramírez (ESP) |

| 2013. szeptember 29. 15:00 | Vive Targi Kielce | 35–23       | Porto    | Hala Legionów, Kielce Nézőszám: 4000 Játékvezetők: Cohen, Peretz (ISR) |
| 2013. szeptember 29. 15:00 | Jurecki 6         | (16–13)     | Duarte 6 | Hala Legionów, Kielce Nézőszám: 4000 Játékvezetők: Cohen, Peretz (ISR) |
| 2013. szeptember 29. 15:00 | 3× 3×             | Jegyzőkönyv | 3× 3×    | Hala Legionów, Kielce Nézőszám: 4000 Játékvezetők: Cohen, Peretz (ISR) |

| 2013. október 12. 20:15 | Porto    | 27–31       | THW Kiel | Dragão Caixa, Porto Nézőszám: 2115 Játékvezetők: Nikolić, Stojković (SRB) |
| 2013. október 12. 20:15 | Duarte 9 | (17–16)     | Vujin 9  | Dragão Caixa, Porto Nézőszám: 2115 Játékvezetők: Nikolić, Stojković (SRB) |
| 2013. október 12. 20:15 | 4× 3× 1× | Jegyzőkönyv | 4× 3×    | Dragão Caixa, Porto Nézőszám: 2115 Játékvezetők: Nikolić, Stojković (SRB) |

| 2013. október 13. 17:00 | Dunkerque | 18–20       | KIF Kolding | Stade des Flandres, Dunkerque Nézőszám: 2429 Játékvezetők: Krstić, Ljubić (SLO) |
| 2013. október 13. 17:00 | Soudry 5  | (7–12)      | Anderson 7  | Stade des Flandres, Dunkerque Nézőszám: 2429 Játékvezetők: Krstić, Ljubić (SLO) |
| 2013. október 13. 17:00 | 1× 3×     | Jegyzőkönyv | 2× 3×       | Stade des Flandres, Dunkerque Nézőszám: 2429 Játékvezetők: Krstić, Ljubić (SLO) |

| 2013. október 13. 19:30 | Wisła Płock | 28–30       | Vive Targi Kielce | Orlen Arena, Płock Nézőszám: 5467 Játékvezetők: Togstad, Kristiansen (NOR) |
| 2013. október 13. 19:30 | Nenadić 7   | (17–15)     | Aguinagalde 9     | Orlen Arena, Płock Nézőszám: 5467 Játékvezetők: Togstad, Kristiansen (NOR) |
| 2013. október 13. 19:30 | 4× 3×       | Jegyzőkönyv | 4× 3×             | Orlen Arena, Płock Nézőszám: 5467 Játékvezetők: Togstad, Kristiansen (NOR) |

| 2013. október 19. 18:15 | Vive Targi Kielce | 34–29       | THW Kiel | Hala Legionów, Kielce Nézőszám: 4200 Játékvezetők: Gubica, Milošević (CRO) |
| 2013. október 19. 18:15 | Jurecki 8         | (17–11)     | Jícha 7  | Hala Legionów, Kielce Nézőszám: 4200 Játékvezetők: Gubica, Milošević (CRO) |
| 2013. október 19. 18:15 | 3× 3×             | Jegyzőkönyv | 2× 3×    | Hala Legionów, Kielce Nézőszám: 4200 Játékvezetők: Gubica, Milošević (CRO) |

| 2013. október 20. 14:00 | Porto   | 22–21       | Dunkerque        | Dragão Caixa, Porto Nézőszám: 1102 Játékvezetők: Horáček, Novotný (CZE) |
| 2013. október 20. 14:00 | Rocha 6 | (13–11)     | Afgour, Soudry 5 | Dragão Caixa, Porto Nézőszám: 1102 Játékvezetők: Horáček, Novotný (CZE) |
| 2013. október 20. 14:00 | 6× 3×   | Jegyzőkönyv | 3× 3×            | Dragão Caixa, Porto Nézőszám: 1102 Játékvezetők: Horáček, Novotný (CZE) |

| 2013. október 20. 17:00 | KIF Kolding   | 23–22       | Wisła Płock | Kolding-Hallen, Kolding Nézőszám: 2628 Játékvezetők: Pavićević, Ražnatović (MNE) |
| 2013. október 20. 17:00 | Spellerberg 6 | (13–11)     | Ghionea 7   | Kolding-Hallen, Kolding Nézőszám: 2628 Játékvezetők: Pavićević, Ražnatović (MNE) |
| 2013. október 20. 17:00 | 3× 3×         | Jegyzőkönyv | 2× 3×       | Kolding-Hallen, Kolding Nézőszám: 2628 Játékvezetők: Pavićević, Ražnatović (MNE) |

| 2013. november 16. 19:30 | Porto    | 20–24       | Wisła Płock | Dragão Caixa, Porto Nézőszám: 1592 Játékvezetők: Zotin, Volodkov (RUS) |
| 2013. november 16. 19:30 | Ferraz 6 | (9–14)      | Nenadić 6   | Dragão Caixa, Porto Nézőszám: 1592 Játékvezetők: Zotin, Volodkov (RUS) |
| 2013. november 16. 19:30 | 3× 3×    | Jegyzőkönyv | 6× 3× 1×    | Dragão Caixa, Porto Nézőszám: 1592 Játékvezetők: Zotin, Volodkov (RUS) |

| 2013. november 17. 17:00 | KIF Kolding | 29–24       | Vive Targi Kielce | Kolding-Hallen, Kolding Nézőszám: 4865 Játékvezetők: Kékes, Kékes (HUN) |
| 2013. november 17. 17:00 | Rocas 8     | (17–12)     | Čupić 6           | Kolding-Hallen, Kolding Nézőszám: 4865 Játékvezetők: Kékes, Kékes (HUN) |
| 2013. november 17. 17:00 | 5× 3×       | Jegyzőkönyv | 4× 3×             | Kolding-Hallen, Kolding Nézőszám: 4865 Játékvezetők: Kékes, Kékes (HUN) |

| 2013. november 17. 18:45 | Dunkerque | 21–29       | THW Kiel | Stade des Flandres, Dunkerque Nézőszám: 2481 Játékvezetők: San José, Murcia (ESP) |
| 2013. november 17. 18:45 | Butto 6   | (13–19)     | Ekberg 6 | Stade des Flandres, Dunkerque Nézőszám: 2481 Játékvezetők: San José, Murcia (ESP) |
| 2013. november 17. 18:45 | 4× 3× 1×  | Jegyzőkönyv | 5× 3× 1× | Stade des Flandres, Dunkerque Nézőszám: 2481 Játékvezetők: San José, Murcia (ESP) |

| 2013. november 20. 19:00 | THW Kiel | 28–25       | Dunkerque              | Sparkassen-Arena, Kiel Nézőszám: 8500 Játékvezetők: Togstad, Kristiansen (NOR) |
| 2013. november 20. 19:00 | Klein 5  | (15–12)     | Causse, Espen Hansen 5 | Sparkassen-Arena, Kiel Nézőszám: 8500 Játékvezetők: Togstad, Kristiansen (NOR) |
| 2013. november 20. 19:00 | 1× 3×    | Jegyzőkönyv | 1× 3×                  | Sparkassen-Arena, Kiel Nézőszám: 8500 Játékvezetők: Togstad, Kristiansen (NOR) |

| 2013. november 21. 20:00 | Wisła Płock | 28–22       | Porto    | Orlen Arena, Płock Nézőszám: 4800 Játékvezetők: Kurtagic, Wetterwik (SWE) |
| 2013. november 21. 20:00 | Nenadić 7   | (12–10)     | Ferraz 6 | Orlen Arena, Płock Nézőszám: 4800 Játékvezetők: Kurtagic, Wetterwik (SWE) |
| 2013. november 21. 20:00 | 4× 3×       | Jegyzőkönyv | 6× 3×    | Orlen Arena, Płock Nézőszám: 4800 Játékvezetők: Kurtagic, Wetterwik (SWE) |

| 2013. november 24. 17:00 | Vive Targi Kielce | 25–26       | KIF Kolding   | Hala Legionów, Kielce Nézőszám: 4000 Játékvezetők: Leandersson, Lindroos (FIN) |
| 2013. november 24. 17:00 | Zorman 6          | (15–15)     | Spellerberg 7 | Hala Legionów, Kielce Nézőszám: 4000 Játékvezetők: Leandersson, Lindroos (FIN) |
| 2013. november 24. 17:00 | 4× 3×             | Jegyzőkönyv | 4× 2×         | Hala Legionów, Kielce Nézőszám: 4000 Játékvezetők: Leandersson, Lindroos (FIN) |

| 2013. november 30. 16:00 | Porto     | 27–24       | KIF Kolding   | Dragão Caixa, Porto Nézőszám: 1363 Játékvezetők: Mata, López (ESP) |
| 2013. november 30. 16:00 | Spínola 8 | (15–11)     | Spellerberg 7 | Dragão Caixa, Porto Nézőszám: 1363 Játékvezetők: Mata, López (ESP) |
| 2013. november 30. 16:00 | 3× 3×     | Jegyzőkönyv | 1× 2×         | Dragão Caixa, Porto Nézőszám: 1363 Játékvezetők: Mata, López (ESP) |

| 2013. november 30. 18:00 | Dunkerque | 30–25       | Vive Targi Kielce | Stade des Flandres, Dunkerque Nézőszám: 2300 Játékvezetők: Sigurjónsson, Pétursson (ISL) |
| 2013. november 30. 18:00 | Nagy 7    | (12–15)     | Štrlek 4          | Stade des Flandres, Dunkerque Nézőszám: 2300 Játékvezetők: Sigurjónsson, Pétursson (ISL) |
| 2013. november 30. 18:00 | 3× 2×     | Jegyzőkönyv | 5× 2×             | Stade des Flandres, Dunkerque Nézőszám: 2300 Játékvezetők: Sigurjónsson, Pétursson (ISL) |

| 2013. december 1. 14:30 | THW Kiel     | 34–25       | Wisła Płock | Sparkassen-Arena, Kiel Nézőszám: 8600 Játékvezetők: Stark, Stefan (ROU) |
| 2013. december 1. 14:30 | Pálmarsson 9 | (16–11)     | Nenadić 9   | Sparkassen-Arena, Kiel Nézőszám: 8600 Játékvezetők: Stark, Stefan (ROU) |
| 2013. december 1. 14:30 | 3× 3×        | Jegyzőkönyv | 4× 3×       | Sparkassen-Arena, Kiel Nézőszám: 8600 Játékvezetők: Stark, Stefan (ROU) |

| 2014. február 6. 20:00 | Wisła Płock | 32–25       | Dunkerque | Orlen Arena, Płock Nézőszám: 4200 Játékvezetők: Nikolov, Nachevski (MKD) |
| 2014. február 6. 20:00 | Nenadić 7   | (16–13)     | Joli 6    | Orlen Arena, Płock Nézőszám: 4200 Játékvezetők: Nikolov, Nachevski (MKD) |
| 2014. február 6. 20:00 | 8× 3×       | Jegyzőkönyv | 4× 3×     | Orlen Arena, Płock Nézőszám: 4200 Játékvezetők: Nikolov, Nachevski (MKD) |

| 2014. február 7. 20:30 | Porto    | 30–35       | Vive Targi Kielce | Dragão Caixa, Porto Nézőszám: 1272 Játékvezetők: Krstić, Ljubić (SLO) |
| 2014. február 7. 20:30 | Duarte 9 | (14–16)     | Bielecki 8        | Dragão Caixa, Porto Nézőszám: 1272 Játékvezetők: Krstić, Ljubić (SLO) |
| 2014. február 7. 20:30 | 5× 2×    | Jegyzőkönyv | 3× 2×             | Dragão Caixa, Porto Nézőszám: 1272 Játékvezetők: Krstić, Ljubić (SLO) |

| 2014. február 9. 16:55 | KIF Kolding | 24–26       | THW Kiel | Kolding-Hallen, Kolding Nézőszám: 5000 Játékvezetők: Zotin, Volodkov (RUS) |
| 2014. február 9. 16:55 | Anderson 7  | (13–13)     | Ekberg 8 | Kolding-Hallen, Kolding Nézőszám: 5000 Játékvezetők: Zotin, Volodkov (RUS) |
| 2014. február 9. 16:55 | 2× 3×       | Jegyzőkönyv | 4× 3×    | Kolding-Hallen, Kolding Nézőszám: 5000 Játékvezetők: Zotin, Volodkov (RUS) |

| 2014. február 13. 20:30 | Wisła Płock       | 25–26       | KIF Kolding | Orlen Arena, Płock Nézőszám: 5400 Játékvezetők: Horváth, Marton (HUN) |
| 2014. február 13. 20:30 | Lijewski, Zrnić 5 | (8–10)      | Rocas 6     | Orlen Arena, Płock Nézőszám: 5400 Játékvezetők: Horváth, Marton (HUN) |
| 2014. február 13. 20:30 | 4× 3×             | Jegyzőkönyv | 5× 3×       | Orlen Arena, Płock Nézőszám: 5400 Játékvezetők: Horváth, Marton (HUN) |

| 2014. február 15. 18:00 | Dunkerque       | 25–25       | Porto    | Stade des Flandres, Dunkerque Nézőszám: 2200 Játékvezetők: Konjičanin, Konjičanin (BIH) |
| 2014. február 15. 18:00 | három játékos 4 | (13–14)     | Duarte 8 | Stade des Flandres, Dunkerque Nézőszám: 2200 Játékvezetők: Konjičanin, Konjičanin (BIH) |
| 2014. február 15. 18:00 | 1× 3×           | Jegyzőkönyv | 5× 3× 1× | Stade des Flandres, Dunkerque Nézőszám: 2200 Játékvezetők: Konjičanin, Konjičanin (BIH) |

| 2014. február 16. 17:45 | THW Kiel | 28–28       | Vive Targi Kielce | Sparkassen-Arena, Kiel Nézőszám: 10200 Játékvezetők: López, Ramírez (ESP) |
| 2014. február 16. 17:45 | Vujin 10 | (13–16)     | Jurecki 7         | Sparkassen-Arena, Kiel Nézőszám: 10200 Játékvezetők: López, Ramírez (ESP) |
| 2014. február 16. 17:45 | 3× 3×    | Jegyzőkönyv | 3× 2×             | Sparkassen-Arena, Kiel Nézőszám: 10200 Játékvezetők: López, Ramírez (ESP) |

| 2014. február 19. 19:30 | THW Kiel | 30–25       | Porto           | Sparkassen-Arena, Kiel Nézőszám: 7800 Játékvezetők: Gubica, Milošević (CRO) |
| 2014. február 19. 19:30 | Zeitz 6  | (17–11)     | három játékos 5 | Sparkassen-Arena, Kiel Nézőszám: 7800 Játékvezetők: Gubica, Milošević (CRO) |
| 2014. február 19. 19:30 | 1× 2×    | Jegyzőkönyv | 2× 3×           | Sparkassen-Arena, Kiel Nézőszám: 7800 Játékvezetők: Gubica, Milošević (CRO) |

| 2014. február 23. 16:55 | KIF Kolding | 26–24       | Dunkerque | Kolding-Hallen, Kolding Nézőszám: 2507 Játékvezetők: Erdoğan, Özdeniz (TUR) |
| 2014. február 23. 16:55 | Rocas 8     | (15–15)     | Hansen 6  | Kolding-Hallen, Kolding Nézőszám: 2507 Játékvezetők: Erdoğan, Özdeniz (TUR) |
| 2014. február 23. 16:55 | 2× 3×       | Jegyzőkönyv | 3× 1×     | Kolding-Hallen, Kolding Nézőszám: 2507 Játékvezetők: Erdoğan, Özdeniz (TUR) |

| 2014. február 23. 19:00 | Vive Targi Kielce | 38–30       | Wisła Płock | Hala Legionów, Kielce Nézőszám: 4200 Játékvezetők: Baďura, Ondogrecula (SVK) |
| 2014. február 23. 19:00 | Buntić 7          | (20–12)     | Nenadić 9   | Hala Legionów, Kielce Nézőszám: 4200 Játékvezetők: Baďura, Ondogrecula (SVK) |
| 2014. február 23. 19:00 | 7× 3×             | Jegyzőkönyv | 4× 2×       | Hala Legionów, Kielce Nézőszám: 4200 Játékvezetők: Baďura, Ondogrecula (SVK) |

### C csoport
| #  | Csapat              | M  | Gy | D | V | G+  | G–  | Gk  | P  |
| -- | ------------------- | -- | -- | - | - | --- | --- | --- | -- |
| 1. | FC Barcelona        | 10 | 8  | 1 | 1 | 348 | 256 | +92 | 17 |
| 2. | Paris Saint-Germain | 10 | 6  | 1 | 3 | 315 | 288 | +27 | 13 |
| 3. | Metalurg Szkopje    | 10 | 5  | 2 | 3 | 256 | 265 | –9  | 12 |
| 4. | Vardar Szkopje      | 10 | 4  | 2 | 4 | 269 | 263 | +6  | 10 |
| 5. | HC Dinama Minszk    | 10 | 3  | 1 | 6 | 266 | 295 | –29 | 7  |
| 6. | Wacker Thun         | 10 | 0  | 1 | 9 | 242 | 329 | –87 | 1  |

| 2013. szeptember 21. 16:00 | Paris Saint-Germain | 34–30       | HC Dinama Minszk | Halle Georges Carpentier, Párizs Nézőszám: 2700 Játékvezetők: Leandersson, Lindroos (FIN) |
| 2013. szeptember 21. 16:00 | Abalo 8             | (12–11)     | Selmenko 7       | Halle Georges Carpentier, Párizs Nézőszám: 2700 Játékvezetők: Leandersson, Lindroos (FIN) |
| 2013. szeptember 21. 16:00 | 4× 3×               | Jegyzőkönyv | 5× 3×            | Halle Georges Carpentier, Párizs Nézőszám: 2700 Játékvezetők: Leandersson, Lindroos (FIN) |

| 2013. szeptember 21. 16:30 | Wacker Thun | 22–23       | Metalurg Szkopje | Sporthalle Lachen, Thun Nézőszám: 1454 Játékvezetők: Stenrand, Birch (DEN) |
| 2013. szeptember 21. 16:30 | Dähler 5    | (9–13)      | Mojszovszki 7    | Sporthalle Lachen, Thun Nézőszám: 1454 Játékvezetők: Stenrand, Birch (DEN) |
| 2013. szeptember 21. 16:30 | 6× 3×       | Jegyzőkönyv | 4× 3× 1×         | Sporthalle Lachen, Thun Nézőszám: 1454 Játékvezetők: Stenrand, Birch (DEN) |

| 2013. szeptember 21. 18:15 | Vardar Szkopje | 29–29       | FC Barcelona | Jane Sandanski Arena, Szkopje Nézőszám: 6963 Játékvezetők: Horáček, Novotný (CZE) |
| 2013. szeptember 21. 18:15 | Gyibirov 8     | (15–19)     | Rutenka 8    | Jane Sandanski Arena, Szkopje Nézőszám: 6963 Játékvezetők: Horáček, Novotný (CZE) |
| 2013. szeptember 21. 18:15 | 5× 3×          | Jegyzőkönyv | 1× 3×        | Jane Sandanski Arena, Szkopje Nézőszám: 6963 Játékvezetők: Horáček, Novotný (CZE) |

| 2013. szeptember 25. 19:00 | HC Dinama Minszk | 26–24       | Vardar Szkopje | Minsk Sports Palace, Minszk Nézőszám: 3360 Játékvezetők: Fleisch, Rieber (GER) |
| 2013. szeptember 25. 19:00 | Selmenko 6       | (11–11)     | Gyibirov 6     | Minsk Sports Palace, Minszk Nézőszám: 3360 Játékvezetők: Fleisch, Rieber (GER) |
| 2013. szeptember 25. 19:00 | 4× 3×            | Jegyzőkönyv | 6× 3×          | Minsk Sports Palace, Minszk Nézőszám: 3360 Játékvezetők: Fleisch, Rieber (GER) |

| 2013. szeptember 28. 16:15 | FC Barcelona         | 45–26       | Wacker Thun | Palau Blaugrana, Barcelona Nézőszám: 1589 Játékvezetők: Poulsen, Mortensen (DEN) |
| 2013. szeptember 28. 16:15 | Karabatić, Lazarov 6 | (21–14)     | Linder 7    | Palau Blaugrana, Barcelona Nézőszám: 1589 Játékvezetők: Poulsen, Mortensen (DEN) |
| 2013. szeptember 28. 16:15 | 4× 3×                | Jegyzőkönyv | 7× 3×       | Palau Blaugrana, Barcelona Nézőszám: 1589 Játékvezetők: Poulsen, Mortensen (DEN) |

| 2013. szeptember 28. 18:00 | Metalurg Szkopje | 28–26       | Paris Saint-Germain | Boris Trajkovski Sports Center, Szkopje Nézőszám: 6963 Játékvezetők: Togstad, Kristiansen (NOR) |
| 2013. szeptember 28. 18:00 | Vugrinec 9       | (12–12)     | Melić 5             | Boris Trajkovski Sports Center, Szkopje Nézőszám: 6963 Játékvezetők: Togstad, Kristiansen (NOR) |
| 2013. szeptember 28. 18:00 | 3× 2×            | Jegyzőkönyv | 3× 3×               | Boris Trajkovski Sports Center, Szkopje Nézőszám: 6963 Játékvezetők: Togstad, Kristiansen (NOR) |

| 2013. október 10. 19:00 | HC Dinama Minszk | 27–20       | Wacker Thun | Minsk Sports Palace, Minszk Nézőszám: 3360 Játékvezetők: Schulze, Tönnies (GER) |
| 2013. október 10. 19:00 | Doborac 7        | (14–8)      | Studer 5    | Minsk Sports Palace, Minszk Nézőszám: 3360 Játékvezetők: Schulze, Tönnies (GER) |
| 2013. október 10. 19:00 | 3× 3×            | Jegyzőkönyv | 3× 3×       | Minsk Sports Palace, Minszk Nézőszám: 3360 Játékvezetők: Schulze, Tönnies (GER) |

| 2013. október 12. 16:15 | FC Barcelona | 35–17       | Metalurg Szkopje | Palau Blaugrana, Barcelona Nézőszám: 1869 Játékvezetők: Leszczynski, Piechota (POL) |
| 2013. október 12. 16:15 | Lazarov 9    | (17–5)      | Vugrinec 6       | Palau Blaugrana, Barcelona Nézőszám: 1869 Játékvezetők: Leszczynski, Piechota (POL) |
| 2013. október 12. 16:15 | 2× 3×        | Jegyzőkönyv | 6× 3×            | Palau Blaugrana, Barcelona Nézőszám: 1869 Játékvezetők: Leszczynski, Piechota (POL) |

| 2013. október 13. 19:00 | Vardar Szkopje | 24–24       | Paris Saint-Germain | Jane Sandanski Arena, Szkopje Nézőszám: 6900 Játékvezetők: Dinu, Din (ROU) |
| 2013. október 13. 19:00 | Csipurin 6     | (9–12)      | Hansen 7            | Jane Sandanski Arena, Szkopje Nézőszám: 6900 Játékvezetők: Dinu, Din (ROU) |
| 2013. október 13. 19:00 | 3× 3×          | Jegyzőkönyv | 7× 3× 1×            | Jane Sandanski Arena, Szkopje Nézőszám: 6900 Játékvezetők: Dinu, Din (ROU) |

| 2013. október 19. 17:30 | Wacker Thun | 24–37       | Vardar Szkopje | Sporthalle Lachen, Thun Nézőszám: 1625 Játékvezetők: Santos, Fonseca (POR) |
| 2013. október 19. 17:30 | Franić 6    | (11–19)     | Dujshebaev 7   | Sporthalle Lachen, Thun Nézőszám: 1625 Játékvezetők: Santos, Fonseca (POR) |
| 2013. október 19. 17:30 | 5× 3×       | Jegyzőkönyv | 6× 3×          | Sporthalle Lachen, Thun Nézőszám: 1625 Játékvezetők: Santos, Fonseca (POR) |

| 2013. október 20. 17:00 | Paris Saint-Germain | 29–33       | FC Barcelona | Halle Georges Carpentier, Párizs Nézőszám: 4000 Játékvezetők: Geipel, Helbig (GER) |
| 2013. október 20. 17:00 | Abalo, Melić 6      | (17–17)     | Rutenka 8    | Halle Georges Carpentier, Párizs Nézőszám: 4000 Játékvezetők: Geipel, Helbig (GER) |
| 2013. október 20. 17:00 | 4× 3× 1×            | Jegyzőkönyv | 5× 3×        | Halle Georges Carpentier, Párizs Nézőszám: 4000 Játékvezetők: Geipel, Helbig (GER) |

| 2013. október 20. 18:00 | Metalurg Szkopje | 33–29       | HC Dinama Minszk | Boris Trajkovski Sports Center, Szkopje Nézőszám: 6963 Játékvezetők: Dobrovits, Tájok (HUN) |
| 2013. október 20. 18:00 | Mojszovszki 7    | (20–18)     | Rutenka 7        | Boris Trajkovski Sports Center, Szkopje Nézőszám: 6963 Játékvezetők: Dobrovits, Tájok (HUN) |
| 2013. október 20. 18:00 | 2× 1×            | Jegyzőkönyv | 3× 3×            | Boris Trajkovski Sports Center, Szkopje Nézőszám: 6963 Játékvezetők: Dobrovits, Tájok (HUN) |

| 2013. november 14. 19:00 | HC Dinama Minszk | 25–35       | FC Barcelona | Minsk Sports Palace, Minszk Nézőszám: 15320 Játékvezetők: Gubica, Milošević (CRO) |
| 2013. november 14. 19:00 | Babicsav 6       | (15–16)     | Rutenka 8    | Minsk Sports Palace, Minszk Nézőszám: 15320 Játékvezetők: Gubica, Milošević (CRO) |
| 2013. november 14. 19:00 | 3× 3×            | Jegyzőkönyv | 2× 3×        | Minsk Sports Palace, Minszk Nézőszám: 15320 Játékvezetők: Gubica, Milošević (CRO) |

| 2013. november 14. 20:00 | Metalurg Szkopje | 22–27       | Vardar Szkopje | Boris Trajkovski Sports Center, Szkopje Nézőszám: 6963 Játékvezetők: Gjeding, Hansen (DEN) |
| 2013. november 14. 20:00 | Atman 7          | (9–14)      | Gyibirov 8     | Boris Trajkovski Sports Center, Szkopje Nézőszám: 6963 Játékvezetők: Gjeding, Hansen (DEN) |
| 2013. november 14. 20:00 | 5× 3×            | Jegyzőkönyv | 7× 3×          | Boris Trajkovski Sports Center, Szkopje Nézőszám: 6963 Játékvezetők: Gjeding, Hansen (DEN) |

| 2013. november 17. 17:00 | Wacker Thun | 28–34       | Paris Saint-Germain | Sporthalle Lachen, Thun Nézőszám: 2100 Játékvezetők: Erdoğan, Özdeniz (TUR) |
| 2013. november 17. 17:00 | Friedli 6   | (10–15)     | Melić 7             | Sporthalle Lachen, Thun Nézőszám: 2100 Játékvezetők: Erdoğan, Özdeniz (TUR) |
| 2013. november 17. 17:00 | 2× 3×       | Jegyzőkönyv | 3× 2×               | Sporthalle Lachen, Thun Nézőszám: 2100 Játékvezetők: Erdoğan, Özdeniz (TUR) |

| 2013. november 23. 12:15 | FC Barcelona | 35–25       | HC Dinama Minszk | Palau Blaugrana, Barcelona Nézőszám: 2342 Játékvezetők: Stoļarovs, Līcis (LAT) |
| 2013. november 23. 12:15 | Rutenka 7    | (13–9)      | Babicsav 5       | Palau Blaugrana, Barcelona Nézőszám: 2342 Játékvezetők: Stoļarovs, Līcis (LAT) |
| 2013. november 23. 12:15 | 1× 2×        | Jegyzőkönyv | 3× 2×            | Palau Blaugrana, Barcelona Nézőszám: 2342 Játékvezetők: Stoļarovs, Līcis (LAT) |

| 2013. november 23. 18:00 | Paris Saint-Germain | 38–24       | Wacker Thun      | Halle Georges Carpentier, Párizs Nézőszám: 3000 Játékvezetők: Brkic, Jusufhodzic (AUT) |
| 2013. november 23. 18:00 | három játékos 6     | (22–11)     | Hüsser, Studer 5 | Halle Georges Carpentier, Párizs Nézőszám: 3000 Játékvezetők: Brkic, Jusufhodzic (AUT) |
| 2013. november 23. 18:00 | 2× 3×               | Jegyzőkönyv | 3× 3×            | Halle Georges Carpentier, Párizs Nézőszám: 3000 Játékvezetők: Brkic, Jusufhodzic (AUT) |

| 2013. november 24. 18:00 | Vardar Szkopje | 18–26       | Metalurg Szkopje        | Jane Sandanski Arena, Szkopje Nézőszám: 6963 Játékvezetők: Geipel, Helbig (GER) |
| 2013. november 24. 18:00 | Gyibirov 5     | (12–10)     | Mojszovszki, Vugrinec 8 | Jane Sandanski Arena, Szkopje Nézőszám: 6963 Játékvezetők: Geipel, Helbig (GER) |
| 2013. november 24. 18:00 | 4× 3×          | Jegyzőkönyv | 3× 3×                   | Jane Sandanski Arena, Szkopje Nézőszám: 6963 Játékvezetők: Geipel, Helbig (GER) |

| 2013. november 30. 16:15 | FC Barcelona | 30–23       | Vardar Szkopje | Palau Blaugrana, Barcelona Nézőszám: 1929 Játékvezetők: Elíasson, Pálsson (ISL) |
| 2013. november 30. 16:15 | Lazarov 7    | (14–11)     | Brumen 6       | Palau Blaugrana, Barcelona Nézőszám: 1929 Játékvezetők: Elíasson, Pálsson (ISL) |
| 2013. november 30. 16:15 | 3× 3×        | Jegyzőkönyv | 6× 3×          | Palau Blaugrana, Barcelona Nézőszám: 1929 Játékvezetők: Elíasson, Pálsson (ISL) |

| 2013. december 1. 17:00 | HC Dinama Minszk | 29–35       | Paris Saint-Germain | Minsk Sports Palace, Minszk Nézőszám: 3490 Játékvezetők: Nikolić, Stojković (SRB) |
| 2013. december 1. 17:00 | Bundalo 7        | (14–19)     | Bojinović 8         | Minsk Sports Palace, Minszk Nézőszám: 3490 Játékvezetők: Nikolić, Stojković (SRB) |
| 2013. december 1. 17:00 | 3× 3×            | Jegyzőkönyv | 5× 3×               | Minsk Sports Palace, Minszk Nézőszám: 3490 Játékvezetők: Nikolić, Stojković (SRB) |

| 2013. december 1. 18:00 | Metalurg Szkopje | 24–24       | Wacker Thun       | Boris Trajkovski Sports Center, Szkopje Nézőszám: 5500 Játékvezetők: Kaveshnikov, Plotnikov (RUS) |
| 2013. december 1. 18:00 | Vugrinec 7       | (11–14)     | von Deschwanden 8 | Boris Trajkovski Sports Center, Szkopje Nézőszám: 5500 Játékvezetők: Kaveshnikov, Plotnikov (RUS) |
| 2013. december 1. 18:00 | 3× 3×            | Jegyzőkönyv | 5× 2×             | Boris Trajkovski Sports Center, Szkopje Nézőszám: 5500 Játékvezetők: Kaveshnikov, Plotnikov (RUS) |

| 2014. február 8. 16:30 | Wacker Thun       | 23–39       | FC Barcelona | Sporthalle Lachen, Thun Nézőszám: 2400 Játékvezetők: Baďura, Ondogrecula (SVK) |
| 2014. február 8. 16:30 | von Deschwanden 8 | (13–17)     | Lazarov 7    | Sporthalle Lachen, Thun Nézőszám: 2400 Játékvezetők: Baďura, Ondogrecula (SVK) |
| 2014. február 8. 16:30 | 5× 3×             | Jegyzőkönyv | 2× 2×        | Sporthalle Lachen, Thun Nézőszám: 2400 Játékvezetők: Baďura, Ondogrecula (SVK) |

| 2014. február 8. 18:00 | Paris Saint-Germain | 32–29       | Metalurg Szkopje         | Halle Georges Carpentier, Párizs Nézőszám: 2100 Játékvezetők: Stenrand, Birch (DEN) |
| 2014. február 8. 18:00 | Hansen 8            | (16–12)     | Georgievszki, Vugrinec 6 | Halle Georges Carpentier, Párizs Nézőszám: 2100 Játékvezetők: Stenrand, Birch (DEN) |
| 2014. február 8. 18:00 | 6× 2× 1×            | Jegyzőkönyv | 3× 3×                    | Halle Georges Carpentier, Párizs Nézőszám: 2100 Játékvezetők: Stenrand, Birch (DEN) |

| 2014. február 9. 18:00 | Vardar Szkopje | 30–22       | HC Dinama Minszk | Jane Sandanski Arena, Szkopje Nézőszám: 6963 Játékvezetők: Cohen, Peretz (ISR) |
| 2014. február 9. 18:00 | Gyibirov 8     | (14–11)     | Ninčević 7       | Jane Sandanski Arena, Szkopje Nézőszám: 6963 Játékvezetők: Cohen, Peretz (ISR) |
| 2014. február 9. 18:00 | 1× 3× 1×       | Jegyzőkönyv | 4× 3×            | Jane Sandanski Arena, Szkopje Nézőszám: 6963 Játékvezetők: Cohen, Peretz (ISR) |

| 2014. február 15. 16:15 | FC Barcelona | 38–28       | Paris Saint-Germain      | Palau Blaugrana, Barcelona Nézőszám: 6702 Játékvezetők: Gjeding, Hansen (DEN) |
| 2014. február 15. 16:15 | Tomás 10     | (19–9)      | García Robledo, M'Tima 5 | Palau Blaugrana, Barcelona Nézőszám: 6702 Játékvezetők: Gjeding, Hansen (DEN) |
| 2014. február 15. 16:15 | 4× 3×        | Jegyzőkönyv | 2× 3×                    | Palau Blaugrana, Barcelona Nézőszám: 6702 Játékvezetők: Gjeding, Hansen (DEN) |

| 2014. február 16. 16:00 | HC Dinama Minszk  | 23–23       | Metalurg Szkopje     | Minsk Sports Palace, Minszk Nézőszám: 3140 Játékvezetők: Brunovský, Čanda (SVK) |
| 2014. február 16. 16:00 | Bombač, Rutenka 4 | (13–11)     | Oljeszki, Vugrinec 5 | Minsk Sports Palace, Minszk Nézőszám: 3140 Játékvezetők: Brunovský, Čanda (SVK) |
| 2014. február 16. 16:00 | 4× 3×             | Jegyzőkönyv | 4× 3×                | Minsk Sports Palace, Minszk Nézőszám: 3140 Játékvezetők: Brunovský, Čanda (SVK) |

| 2014. február 16. 18:00 | Vardar Szkopje | 32–25       | Wacker Thun       | Jane Sandanski Arena, Szkopje Nézőszám: 5000 Játékvezetők: Opava, Válek (CZE) |
| 2014. február 16. 18:00 | Karačić 6      | (17–11)     | von Deschwanden 8 | Jane Sandanski Arena, Szkopje Nézőszám: 5000 Játékvezetők: Opava, Válek (CZE) |
| 2014. február 16. 18:00 | 2× 3×          | Jegyzőkönyv | 4× 3×             | Jane Sandanski Arena, Szkopje Nézőszám: 5000 Játékvezetők: Opava, Válek (CZE) |

| 2014. február 22. 18:00 | Paris Saint-Germain     | 35–25       | Vardar Szkopje | Halle Georges Carpentier, Párizs Nézőszám: 2300 Játékvezetők: Geipel, Helbig (GER) |
| 2014. február 22. 18:00 | Abalo, García Robledo 5 | (15–12)     | Karačić 7      | Halle Georges Carpentier, Párizs Nézőszám: 2300 Játékvezetők: Geipel, Helbig (GER) |
| 2014. február 22. 18:00 | 2× 3×                   | Jegyzőkönyv | 4× 3×          | Halle Georges Carpentier, Párizs Nézőszám: 2300 Játékvezetők: Geipel, Helbig (GER) |

| 2014. február 23. 17:30 | Wacker Thun       | 26–30       | HC Dinama Minszk | Sporthalle Lachen, Thun Nézőszám: 1800 Játékvezetők: Togstad, Kristiansen (NOR) |
| 2014. február 23. 17:30 | von Deschwanden 7 | (11–13)     | Ninčević 10      | Sporthalle Lachen, Thun Nézőszám: 1800 Játékvezetők: Togstad, Kristiansen (NOR) |
| 2014. február 23. 17:30 | 4× 3×             | Jegyzőkönyv | 3× 3×            | Sporthalle Lachen, Thun Nézőszám: 1800 Játékvezetők: Togstad, Kristiansen (NOR) |

| 2014. február 23. 18:00 | Metalurg Szkopje | 31–29       | FC Barcelona | Boris Trajkovski Sports Center, Szkopje Nézőszám: 6963 Játékvezetők: Zotin, Volodkov (RUS) |
| 2014. február 23. 18:00 | Markovszki 7     | (15–11)     | Karabatić 7  | Boris Trajkovski Sports Center, Szkopje Nézőszám: 6963 Játékvezetők: Zotin, Volodkov (RUS) |
| 2014. február 23. 18:00 | 6× 3×            | Jegyzőkönyv | 3× 2×        | Boris Trajkovski Sports Center, Szkopje Nézőszám: 6963 Játékvezetők: Zotin, Volodkov (RUS) |

### D csoport
| #  | Csapat              | M  | Gy | D | V | G+  | G–  | Gk  | P  |
| -- | ------------------- | -- | -- | - | - | --- | --- | --- | -- |
| 1. | HSV Hamburg         | 10 | 9  | 0 | 1 | 330 | 266 | +64 | 18 |
| 2. | Flensburg-Handewitt | 10 | 8  | 1 | 1 | 314 | 272 | +42 | 17 |
| 3. | Aalborg             | 10 | 4  | 0 | 6 | 275 | 266 | +9  | 8  |
| 4. | Gorenje Velenje     | 10 | 4  | 0 | 6 | 307 | 320 | –13 | 8  |
| 5. | Logroño             | 10 | 3  | 2 | 5 | 292 | 320 | –28 | 8  |
| 6. | HK Drott            | 10 | 0  | 1 | 9 | 290 | 364 | –74 | 1  |

| 2013. szeptember 21. 16:00 | Logroño         | 24–33       | HSV Hamburg | Palacio de los Deportes de La Rioja, Logroño Nézőszám: 2500 Játékvezetők: Nikolić, Stojković (SRB) |
| 2013. szeptember 21. 16:00 | három játékos 4 | (8–14)      | Schröder 9  | Palacio de los Deportes de La Rioja, Logroño Nézőszám: 2500 Játékvezetők: Nikolić, Stojković (SRB) |
| 2013. szeptember 21. 16:00 | 2× 3×           | Jegyzőkönyv | 5× 3×       | Palacio de los Deportes de La Rioja, Logroño Nézőszám: 2500 Játékvezetők: Nikolić, Stojković (SRB) |

| 2013. szeptember 21. 20:30 | Gorenje Velenje | 35–33       | HK Drott | Red Hall, Velenje Nézőszám: 1000 Játékvezetők: Bonifert, Oláh (HUN) |
| 2013. szeptember 21. 20:30 | Cehte 12        | (19–16)     | Halen 7  | Red Hall, Velenje Nézőszám: 1000 Játékvezetők: Bonifert, Oláh (HUN) |
| 2013. szeptember 21. 20:30 | 5× 2×           | Jegyzőkönyv | 3× 3×    | Red Hall, Velenje Nézőszám: 1000 Játékvezetők: Bonifert, Oláh (HUN) |

| 2013. szeptember 22. 15:00 | Flensburg-Handewitt | 31–27       | Aalborg          | Flens Arena, Flensburg Nézőszám: 2691 Játékvezetők: Baranowski, Lemanowicz (POL) |
| 2013. szeptember 22. 15:00 | Glandorf 8          | (15–12)     | Larsen, Slundt 7 | Flens Arena, Flensburg Nézőszám: 2691 Játékvezetők: Baranowski, Lemanowicz (POL) |
| 2013. szeptember 22. 15:00 | 5× 3×               | Jegyzőkönyv | 4× 2×            | Flens Arena, Flensburg Nézőszám: 2691 Játékvezetők: Baranowski, Lemanowicz (POL) |

| 2013. szeptember 25. 19:00 | HK Drott            | 27–37       | Flensburg-Handewitt | Halmstad Arena, Halmstad Nézőszám: 1709 Játékvezetők: Hansen, Pettersen (NOR) |
| 2013. szeptember 25. 19:00 | Persson, Stenmalm 5 | (13–19)     | három játékos 6     | Halmstad Arena, Halmstad Nézőszám: 1709 Játékvezetők: Hansen, Pettersen (NOR) |
| 2013. szeptember 25. 19:00 | 3× 3×               | Jegyzőkönyv | 2× 3×               | Halmstad Arena, Halmstad Nézőszám: 1709 Játékvezetők: Hansen, Pettersen (NOR) |

| 2013. szeptember 26. 20:00 | HSV Hamburg | 41–32       | Gorenje Velenje | Alsterdorfer Sporthalle, Hamburg Nézőszám: 2040 Játékvezetők: Pichon, Reveret (FRA) |
| 2013. szeptember 26. 20:00 | Marković 7  | (21–13)     | Medved 6        | Alsterdorfer Sporthalle, Hamburg Nézőszám: 2040 Játékvezetők: Pichon, Reveret (FRA) |
| 2013. szeptember 26. 20:00 | 3×          | Jegyzőkönyv | 4× 3×           | Alsterdorfer Sporthalle, Hamburg Nézőszám: 2040 Játékvezetők: Pichon, Reveret (FRA) |

| 2013. szeptember 29. 17:00 | Aalborg  | 28–24       | Logroño       | Gigantium, Aalborg Nézőszám: 3117 Játékvezetők: Gubica, Milošević (CRO) |
| 2013. szeptember 29. 17:00 | Larsen 8 | (16–10)     | Malašinskas 7 | Gigantium, Aalborg Nézőszám: 3117 Játékvezetők: Gubica, Milošević (CRO) |
| 2013. szeptember 29. 17:00 | 3×       | Jegyzőkönyv | 2× 3×         | Gigantium, Aalborg Nézőszám: 3117 Játékvezetők: Gubica, Milošević (CRO) |

| 2013. október 13. 13:30 | Aalborg         | 26–28       | HSV Hamburg | Gigantium, Aalborg Nézőszám: 4237 Játékvezetők: Mažeika, Gatelis (LTU) |
| 2013. október 13. 13:30 | három játékos 5 | (14–14)     | Hens 5      | Gigantium, Aalborg Nézőszám: 4237 Játékvezetők: Mažeika, Gatelis (LTU) |
| 2013. október 13. 13:30 | 4× 2×           | Jegyzőkönyv | 3× 3×       | Gigantium, Aalborg Nézőszám: 4237 Játékvezetők: Mažeika, Gatelis (LTU) |

| 2013. október 13. 16:00 | HK Drott    | 35–35       | Logroño           | Halmstad Arena, Halmstad Nézőszám: 850 Játékvezetők: Horváth, Marton (HUN) |
| 2013. október 13. 16:00 | Stenmalm 10 | (15–19)     | Fernández Pérez 6 | Halmstad Arena, Halmstad Nézőszám: 850 Játékvezetők: Horváth, Marton (HUN) |
| 2013. október 13. 16:00 | 2× 3×       | Jegyzőkönyv | 5× 3×             | Halmstad Arena, Halmstad Nézőszám: 850 Játékvezetők: Horváth, Marton (HUN) |

| 2013. október 13. 17:30 | Flensburg-Handewitt | 35–31       | Gorenje Velenje | Flens Arena, Flensburg Nézőszám: 3207 Játékvezetők: Opava, Válek (CZE) |
| 2013. október 13. 17:30 | Eggert 7            | (16–13)     | Šoštarič 9      | Flens Arena, Flensburg Nézőszám: 3207 Játékvezetők: Opava, Válek (CZE) |
| 2013. október 13. 17:30 | 3× 3×               | Jegyzőkönyv | 4× 3× 1×        | Flens Arena, Flensburg Nézőszám: 3207 Játékvezetők: Opava, Válek (CZE) |

| 2013. október 16. 19:15 | Gorenje Velenje | 25–30       | Aalborg  | Red Hall, Velenje Nézőszám: 1230 Játékvezetők: Zotin, Volodkov (RUS) |
| 2013. október 16. 19:15 | Skube 8         | (11–15)     | Slundt 8 | Red Hall, Velenje Nézőszám: 1230 Játékvezetők: Zotin, Volodkov (RUS) |
| 2013. október 16. 19:15 | 2× 3×           | Jegyzőkönyv | 2× 3×    | Red Hall, Velenje Nézőszám: 1230 Játékvezetők: Zotin, Volodkov (RUS) |

| 2013. október 17. 19:00 | HSV Hamburg      | 39–30       | HK Drott  | Alsterdorfer Sporthalle, Hamburg Nézőszám: 2350 Játékvezetők: Baďura, Ondogrecula (SVK) |
| 2013. október 17. 19:00 | Mahé, Schröder 8 | (18–14)     | Persson 6 | Alsterdorfer Sporthalle, Hamburg Nézőszám: 2350 Játékvezetők: Baďura, Ondogrecula (SVK) |
| 2013. október 17. 19:00 | 2× 2×            | Jegyzőkönyv | 5× 2×     | Alsterdorfer Sporthalle, Hamburg Nézőszám: 2350 Játékvezetők: Baďura, Ondogrecula (SVK) |

| 2013. október 19. 20:00 | Logroño   | 32–32       | Flensburg-Handewitt | Palacio de los Deportes de La Rioja, Logroño Nézőszám: 2500 Játékvezetők: Elíasson, Pálsson (ISL) |
| 2013. október 19. 20:00 | Capote 10 | (13–19)     | Weinhold 8          | Palacio de los Deportes de La Rioja, Logroño Nézőszám: 2500 Játékvezetők: Elíasson, Pálsson (ISL) |
| 2013. október 19. 20:00 | 3× 3×     | Jegyzőkönyv | 5× 3×               | Palacio de los Deportes de La Rioja, Logroño Nézőszám: 2500 Játékvezetők: Elíasson, Pálsson (ISL) |

| 2013. november 16. 14:45 | HSV Hamburg | 32–27       | Flensburg-Handewitt | Alsterdorfer Sporthalle, Hamburg Nézőszám: 6844 Játékvezetők: Nikolov, Nachevski (MKD) |
| 2013. november 16. 14:45 | Lindberg 7  | (15–14)     | Weinhold 8          | Alsterdorfer Sporthalle, Hamburg Nézőszám: 6844 Játékvezetők: Nikolov, Nachevski (MKD) |
| 2013. november 16. 14:45 | 3× 3×       | Jegyzőkönyv | 2× 3×               | Alsterdorfer Sporthalle, Hamburg Nézőszám: 6844 Játékvezetők: Nikolov, Nachevski (MKD) |

| 2013. november 16. 19:00 | Logroño            | 34–31       | Gorenje Velenje | Palacio de los Deportes de La Rioja, Logroño Nézőszám: 2600 Játékvezetők: Baďura, Ondogrecula (SVK) |
| 2013. november 16. 19:00 | Fernández Pérez 10 | (15–13)     | Skube 7         | Palacio de los Deportes de La Rioja, Logroño Nézőszám: 2600 Játékvezetők: Baďura, Ondogrecula (SVK) |
| 2013. november 16. 19:00 | 1× 3×              | Jegyzőkönyv | 4× 3×           | Palacio de los Deportes de La Rioja, Logroño Nézőszám: 2600 Játékvezetők: Baďura, Ondogrecula (SVK) |

| 2013. november 17. 15:00 | HK Drott   | 26–35       | Aalborg    | Halmstad Arena, Halmstad Nézőszám: 1045 Játékvezetők: Horáček, Novotný (CZE) |
| 2013. november 17. 15:00 | Persson 11 | (8–15)      | Tvedten 11 | Halmstad Arena, Halmstad Nézőszám: 1045 Játékvezetők: Horáček, Novotný (CZE) |
| 2013. november 17. 15:00 | 4× 3×      | Jegyzőkönyv | 2× 3×      | Halmstad Arena, Halmstad Nézőszám: 1045 Játékvezetők: Horáček, Novotný (CZE) |

| 2013. november 21. 19:00 | Flensburg-Handewitt | 27–24       | HSV Hamburg | Flens Arena, Flensburg Nézőszám: 4057 Játékvezetők: Dentz, Reibel (FRA) |
| 2013. november 21. 19:00 | Eggert 9            | (11–13)     | Đorđić 8    | Flens Arena, Flensburg Nézőszám: 4057 Játékvezetők: Dentz, Reibel (FRA) |
| 2013. november 21. 19:00 | 3× 3×               | Jegyzőkönyv | 2× 3× 1×    | Flens Arena, Flensburg Nézőszám: 4057 Játékvezetők: Dentz, Reibel (FRA) |

| 2013. november 23. 20:30 | Gorenje Velenje | 33–28       | Logroño    | Red Hall, Velenje Nézőszám: 1000 Játékvezetők: Caçador, Nicolau (POR) |
| 2013. november 23. 20:30 | Burić 6         | (15–14)     | Jiménez 12 | Red Hall, Velenje Nézőszám: 1000 Játékvezetők: Caçador, Nicolau (POR) |
| 2013. november 23. 20:30 | 6× 3× 1×        | Jegyzőkönyv | 1× 3×      | Red Hall, Velenje Nézőszám: 1000 Játékvezetők: Caçador, Nicolau (POR) |

| 2013. november 24. 15:00 | Aalborg   | 37–24       | HK Drott           | Gigantium, Aalborg Nézőszám: 3721 Játékvezetők: Tzaferopoulos, Bethmann (GRE) |
| 2013. november 24. 15:00 | Tvedten 7 | (17–7)      | Löfgren, Persson 5 | Gigantium, Aalborg Nézőszám: 3721 Játékvezetők: Tzaferopoulos, Bethmann (GRE) |
| 2013. november 24. 15:00 | 1× 2×     | Jegyzőkönyv | 2× 3×              | Gigantium, Aalborg Nézőszám: 3721 Játékvezetők: Tzaferopoulos, Bethmann (GRE) |

| 2013. november 27. 18:00 | HK Drott            | 32–40       | Gorenje Velenje | Halmstad Arena, Halmstad Nézőszám: 809 Játékvezetők: Buache, Meyer (SUI) |
| 2013. november 27. 18:00 | Persson, Stenberg 7 | (14–20)     | Šoštarič 10     | Halmstad Arena, Halmstad Nézőszám: 809 Játékvezetők: Buache, Meyer (SUI) |
| 2013. november 27. 18:00 | 2× 3×               | Jegyzőkönyv | 4× 3×           | Halmstad Arena, Halmstad Nézőszám: 809 Játékvezetők: Buache, Meyer (SUI) |

| 2013. november 27. 19:15 | HSV Hamburg | 34–27       | Logroño            | Alsterdorfer Sporthalle, Hamburg Nézőszám: 2297 Játékvezetők: Jurinović, Mrvica (CRO) |
| 2013. november 27. 19:15 | Nilsson 6   | (17–12)     | Thiagus, Jiménez 6 | Alsterdorfer Sporthalle, Hamburg Nézőszám: 2297 Játékvezetők: Jurinović, Mrvica (CRO) |
| 2013. november 27. 19:15 | 1× 3×       | Jegyzőkönyv | 3×                 | Alsterdorfer Sporthalle, Hamburg Nézőszám: 2297 Játékvezetők: Jurinović, Mrvica (CRO) |

| 2013. december 1. 16:00 | Aalborg              | 26–27       | Flensburg-Handewitt  | Gigantium, Aalborg Nézőszám: 4500 Játékvezetők: Dobrovits, Tájok (HUN) |
| 2013. december 1. 16:00 | Jakobsson, Tvedten 6 | (13–14)     | Glandorf, Mogensen 7 | Gigantium, Aalborg Nézőszám: 4500 Játékvezetők: Dobrovits, Tájok (HUN) |
| 2013. december 1. 16:00 | 3× 2×                | Jegyzőkönyv | 7× 3×                | Gigantium, Aalborg Nézőszám: 4500 Játékvezetők: Dobrovits, Tájok (HUN) |

| 2014. február 5. 20:00 | Gorenje Velenje | 29–36       | HSV Hamburg | Red Hall, Velenje Nézőszám: 1500 Játékvezetők: Togstad, Kristiansen (NOR) |
| 2014. február 5. 20:00 | Skube 7         | (13–19)     | Pfahl 6     | Red Hall, Velenje Nézőszám: 1500 Játékvezetők: Togstad, Kristiansen (NOR) |
| 2014. február 5. 20:00 | 2× 3×           | Jegyzőkönyv | 4× 3×       | Red Hall, Velenje Nézőszám: 1500 Játékvezetők: Togstad, Kristiansen (NOR) |

| 2014. február 5. 20:30 | Logroño                        | 25–23       | Aalborg  | Palacio de los Deportes de La Rioja, Logroño Nézőszám: 2500 Játékvezetők: Dentz, Reibel (FRA) |
| 2014. február 5. 20:30 | Fernández Pérez, Tioumentsev 6 | (13–10)     | Slundt 9 | Palacio de los Deportes de La Rioja, Logroño Nézőszám: 2500 Játékvezetők: Dentz, Reibel (FRA) |
| 2014. február 5. 20:30 | 4× 3×                          | Jegyzőkönyv | 5× 3×    | Palacio de los Deportes de La Rioja, Logroño Nézőszám: 2500 Játékvezetők: Dentz, Reibel (FRA) |

| 2014. február 8. 17:00 | Flensburg-Handewitt | 33–25       | HK Drott  | Flens Arena, Flensburg Nézőszám: 3607 Játékvezetők: Erdoğan, Özdeniz (TUR) |
| 2014. február 8. 17:00 | Radivojević 7       | (20–8)      | Persson 8 | Flens Arena, Flensburg Nézőszám: 3607 Játékvezetők: Erdoğan, Özdeniz (TUR) |
| 2014. február 8. 17:00 | 4× 3×               | Jegyzőkönyv | 2× 3×     | Flens Arena, Flensburg Nézőszám: 3607 Játékvezetők: Erdoğan, Özdeniz (TUR) |

| 2014. február 12. 20:55 | Flensburg-Handewitt   | 37–25       | Logroño   | Flens Arena, Flensburg Nézőszám: 3720 Játékvezetők: Pavićević, Ražnatović (MNE) |
| 2014. február 12. 20:55 | Gottfridsson, Wanne 6 | (19–11)     | Masachs 5 | Flens Arena, Flensburg Nézőszám: 3720 Játékvezetők: Pavićević, Ražnatović (MNE) |
| 2014. február 12. 20:55 | 4× 3×                 | Jegyzőkönyv | 2× 3×     | Flens Arena, Flensburg Nézőszám: 3720 Játékvezetők: Pavićević, Ražnatović (MNE) |

| 2014. február 16. 14:15 | Aalborg  | 23–28       | Gorenje Velenje | Gigantium, Aalborg Nézőszám: 4081 Játékvezetők: Pichon, Reveret (FRA) |
| 2014. február 16. 14:15 | Larsen 8 | (14–15)     | Skube 8         | Gigantium, Aalborg Nézőszám: 4081 Játékvezetők: Pichon, Reveret (FRA) |
| 2014. február 16. 14:15 | 3× 2×    | Jegyzőkönyv | 6× 3× 1×        | Gigantium, Aalborg Nézőszám: 4081 Játékvezetők: Pichon, Reveret (FRA) |

| 2014. február 16. 16:00 | HK Drott  | 24–35       | HSV Hamburg | Halmstad Arena, Halmstad Nézőszám: 874 Játékvezetők: Herczeg, Südi (HUN) |
| 2014. február 16. 16:00 | Persson 7 | (12–14)     | Schröder 6  | Halmstad Arena, Halmstad Nézőszám: 874 Játékvezetők: Herczeg, Südi (HUN) |
| 2014. február 16. 16:00 | 5× 3× 1×  | Jegyzőkönyv | 2× 3×       | Halmstad Arena, Halmstad Nézőszám: 874 Játékvezetők: Herczeg, Südi (HUN) |

| 2014. február 20. 19:30 | Logroño       | 38–34       | HK Drott   | Palacio de los Deportes de La Rioja, Logroño Nézőszám: 1500 Játékvezetők: Nikolov, Nachevski (MKD) |
| 2014. február 20. 19:30 | Tioumentsev 9 | (21–21)     | Stenmalm 9 | Palacio de los Deportes de La Rioja, Logroño Nézőszám: 1500 Játékvezetők: Nikolov, Nachevski (MKD) |
| 2014. február 20. 19:30 | 3× 3×         | Jegyzőkönyv | 3× 3×      | Palacio de los Deportes de La Rioja, Logroño Nézőszám: 1500 Játékvezetők: Nikolov, Nachevski (MKD) |

| 2014. február 22. 20:30 | Gorenje Velenje | 23–28       | Flensburg-Handewitt     | Red Hall, Velenje Nézőszám: 1000 Játékvezetők: Horáček, Novotný (CZE) |
| 2014. február 22. 20:30 | Skube 6         | (9–15)      | Radivojević, Weinhold 6 | Red Hall, Velenje Nézőszám: 1000 Játékvezetők: Horáček, Novotný (CZE) |
| 2014. február 22. 20:30 | 5× 3× 1×        | Jegyzőkönyv | 5× 3× 1×                | Red Hall, Velenje Nézőszám: 1000 Játékvezetők: Horáček, Novotný (CZE) |

| 2014. február 23. 14:15 | HSV Hamburg | 28–20       | Aalborg    | Alsterdorfer Sporthalle, Hamburg Nézőszám: 4000 Játékvezetők: Gousko, Repkin (BLR) |
| 2014. február 23. 14:15 | Duvnjak 7   | (12–9)      | Pedersen 5 | Alsterdorfer Sporthalle, Hamburg Nézőszám: 4000 Játékvezetők: Gousko, Repkin (BLR) |
| 2014. február 23. 14:15 | 2× 3×       | Jegyzőkönyv | 2×         | Alsterdorfer Sporthalle, Hamburg Nézőszám: 4000 Játékvezetők: Gousko, Repkin (BLR) |